# 볏발가락뛰는쥐
볏발가락뛰는쥐(Paradipus ctenodactylus)는 뛰는쥐과에 속하는 설치류의 일종이다. 볏발가락뛰는쥐속(Paradipus)의 유일종이다. 카자흐스탄과 투르크메니스탄 그리고 우즈베키스탄에서 발견된다.